# روجر غريغوري
روجر غريغوري (بالإنجليزية: Roger Gregory)‏ هو قاضي ومحامي أمريكي، ولد في 17 يوليو 1953 في فيلادلفيا في الولايات المتحدة.

## وصلات خارجية
- روجر غريغوري على موقع إن إن دي بي (الإنجليزية)